# Língua maung
Maung (Mawung, Mawng, Gun-marung) é uma língua aborígene australiano falado pelo povo Maung nas Ilhas Goulburn, ao largo da costa norte da Terra de Arnhem, no [[Território do Norte] ] da Austrália. Maung está intimamente relacionado com a língua Iwaidja, que é falada no extremo canto noroeste do continent. Esta é uma língua que pertence à família de línguas wawaidjan das  línguas não pama-nyungan.  Em 1983, havia 200 falantes da língua.

## Fonologia
Consoantes 
|             | Periférica | Periférica   | Laminal  | Apical     | Apical |
| Bilabial    | Velar      | Pós-alveolar | Alveolar | Retroflexa |        |
| ----------- | ---------- | ------------ | -------- | ---------- | ------ |
| Plosivas    | p          | k            | tʲ       | t          | ʈ      |
| Nasais      | m          | ŋ            | nʲ       | n          | ɳ      |
| Laterals    |            |              |          | l          | ɭ      |
| Vibrante    |            |              |          | ɾ          | ɽ      |
| Aproximante | w          | ɣ            | j        | ɹ          | ɹ      |

Vogal
|         | Anterior | Central | Posterior |
| ------- | -------- | ------- | --------- |
| Fechada | i        |         | u         |
| Medial  | ɛ        |         | ɔ         |
| Aberta  |          | a       |           |

## Ligações t
- [http://www.omniglot.com/writing/maung.htm Maung
- Maung em Ethnologur
- Maung em Mawngngaralk
- [http://ausil.org/Dictionary/Maung/preindex.htm Maung em Ausil Dictionary